# Marcelo Pérez
Marcelo de la Cruz Pérez Mosqueira (Luque, Paraguay; 23 de marzo de 2001) es un futbolista profesional paraguayo que juega como delantero en Huracán de la Primera División de Argentina.

## Carrera
Inició su carrera como lateral en el club de su ciudad natal, Sportivo Luqueño. Fue calificado como "la sensación del fútbol paraguayo". En el 2023 fichó con Huracán de Argentina.

## Estilo de juego
Su posición principal es la de delantero. Se le ha comparado con el francés Kylian Mbappé, según su aspecto físico.

## Vida personal
Es sobrino del futbolista paraguayo Amado Pérez.